# Celiny
Celiny ist ein Dorf im Powiat Tarnogórski in der Woiwodschaft Schlesien, Polen. Es gehört zur Gmina Ożarowice.
Celiny liegt am Nordrand der Oberschlesischen Platte, ca. 22 km nördlich von Katowice und ca. 15 km östlich der Kreisstadt Tarnowskie Góry.
Zwischen 1954 und 1972 gehörte der Ort zur Gromada Sączów und vom 1. Januar bis zum 9. Dezember 1973 zur Gmina Bobrowniki wurde dann in die Gmina Tąpkowice eingegliedert. Von 1975 bis 1998 gehörte das Dorf zur Woiwodschaft Kattowitz.

## Verkehr

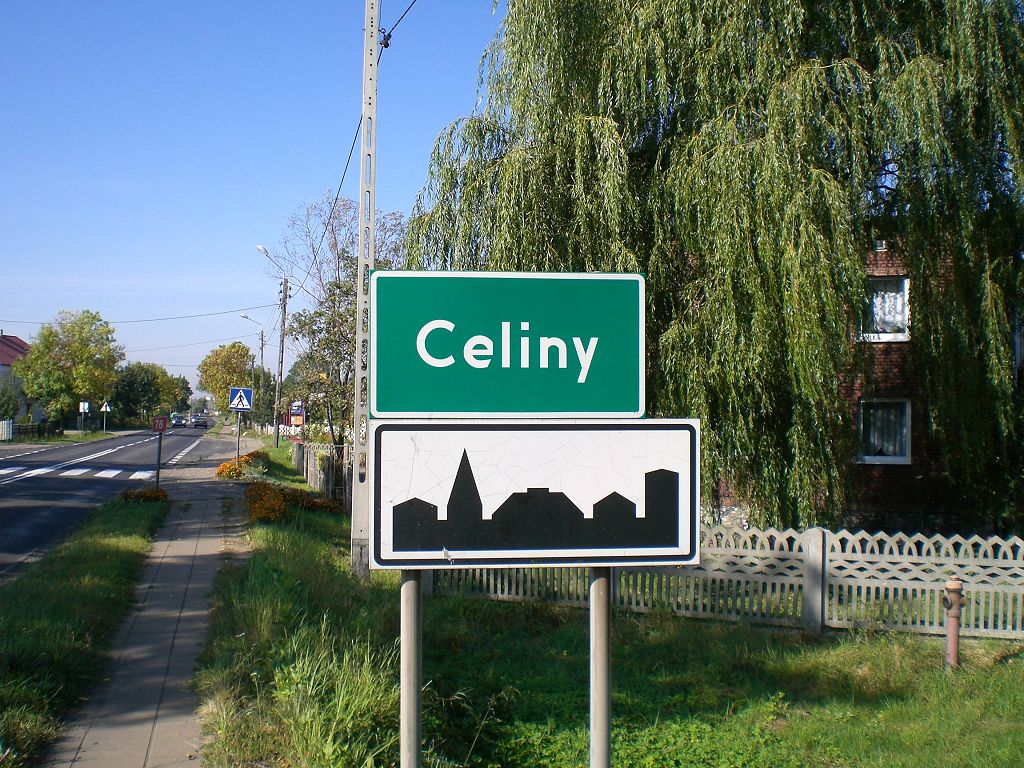
Ortsschild von Celiny an der DK 78

Die Ortschaft liegt direkt an der Droga krajowa 78 von Tarnowskie Góry nach Siewierz. Hier trifft die Droga wojewódzka 913 auf die Droga krajowa 78.